# Biseau (musique)
Pour les articles homonymes, voir biseau.

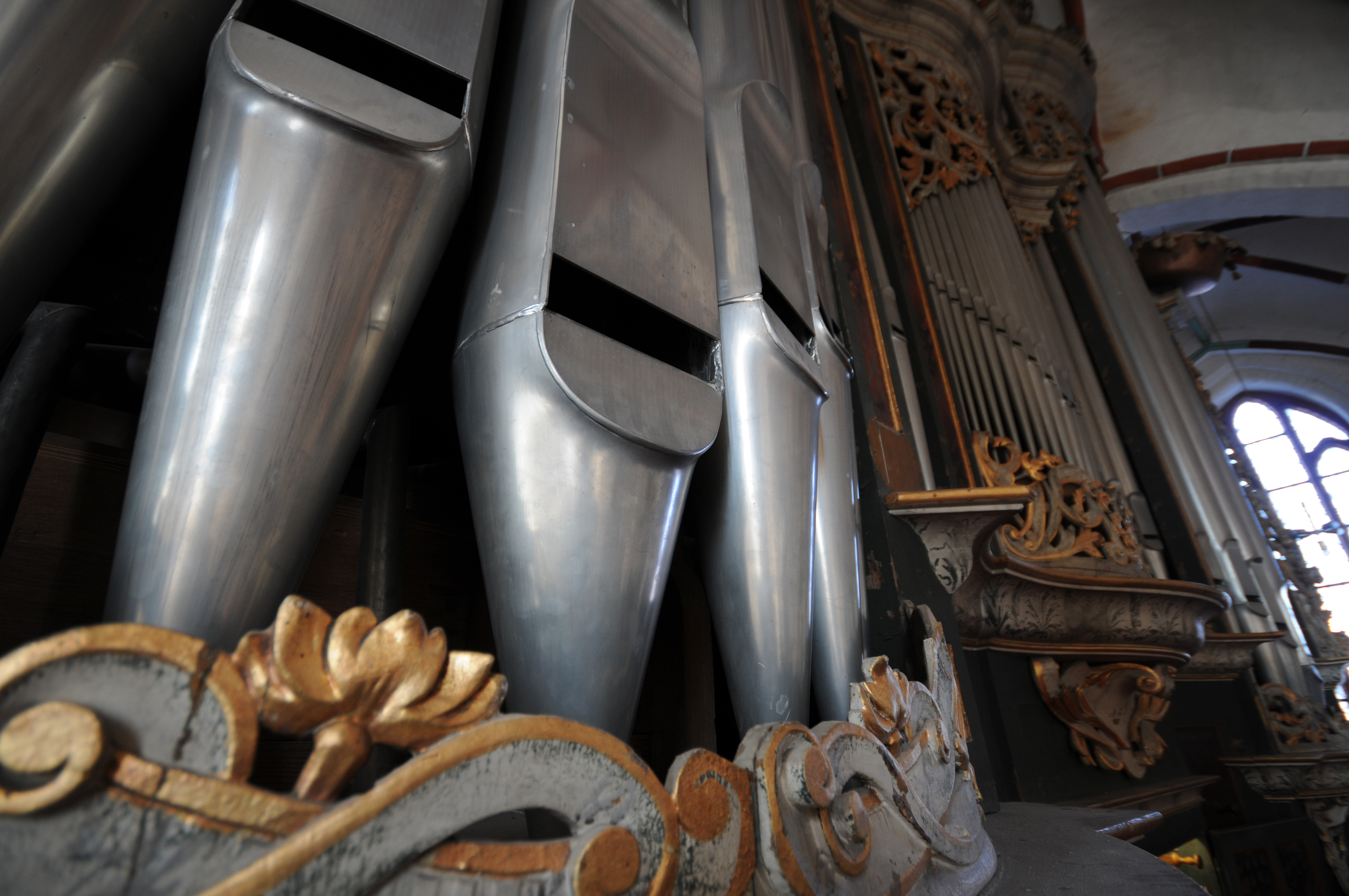
Instrument de musique à vibration et fendant sur un biseau.

Un instrument de musique dont le son est créé par la vibration de l’air se fendant sur un biseau appartient à la famille des flûtes. Canalisé par un conduit ou directement dirigé par les lèvres de l’instrumentiste, le filet d’air est mis en vibration sur la paroi qui constitue l'arête. Le déplacement d'air peut provenir de la bouche, quelquefois du nez, ou d'une soufflerie mécanique et se projette contre une arête aiguisée comme une anche (mais fixe) ou le rebord du tuyau qui fait office de biseau.
Le biseau peut être :
- droit sculpté dans une fenêtre comme celui de la flûte à bec ;
- en encoche de différentes formes comme celui taillé sur le rebord du tuyau de la quena ;
- en anneau comme celui de l'embouchure de la flûte traversière.

## Galerie

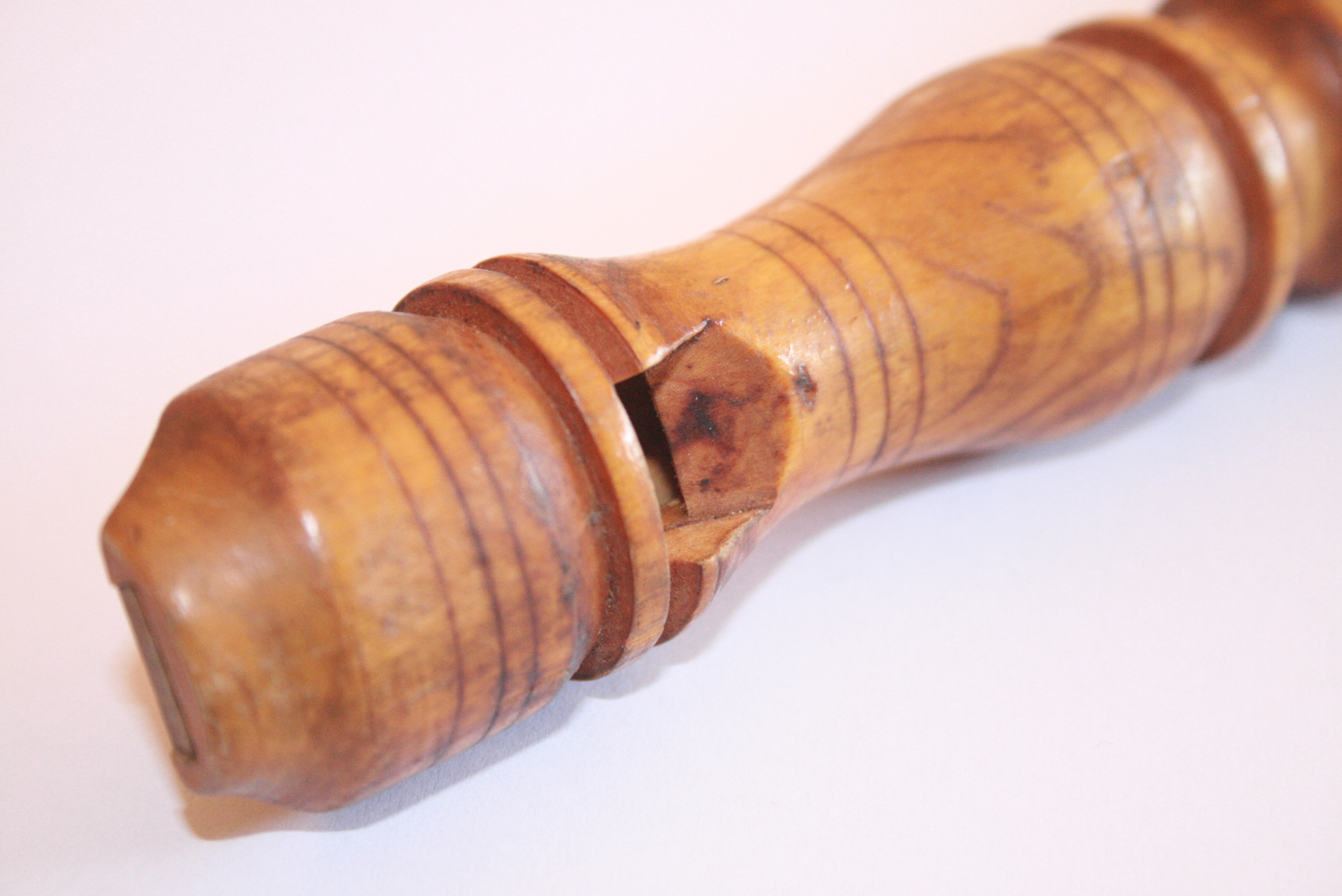
Détail de l'embouchure d'une flûte à bec traditionnelle de la Maragatería. Le biseau est placé  derrière une fenêtre rectangulaire et devant le conduit du sifflet.
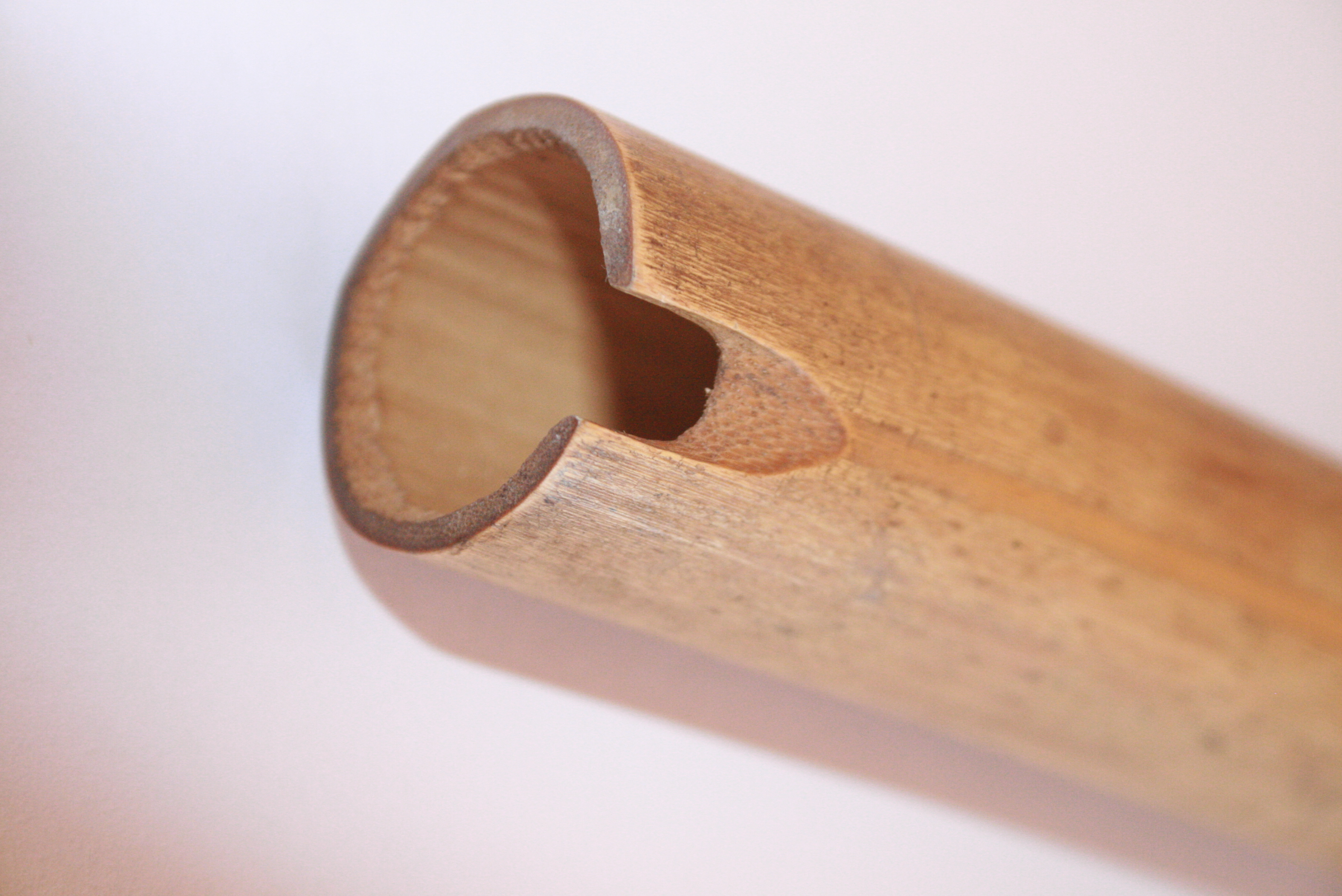
Détail du biseau en encoche d'une quena.
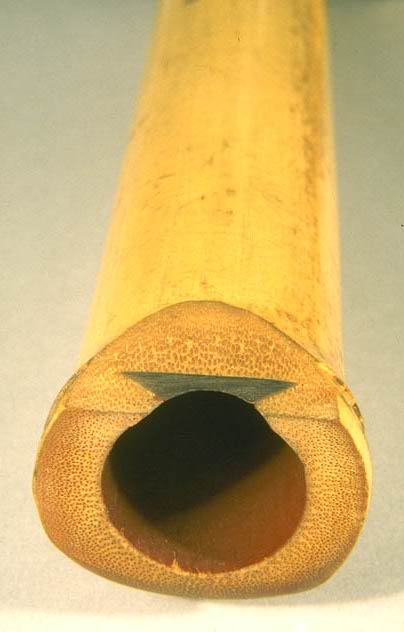
Détail du biseau d'une flûte shakuhachi.
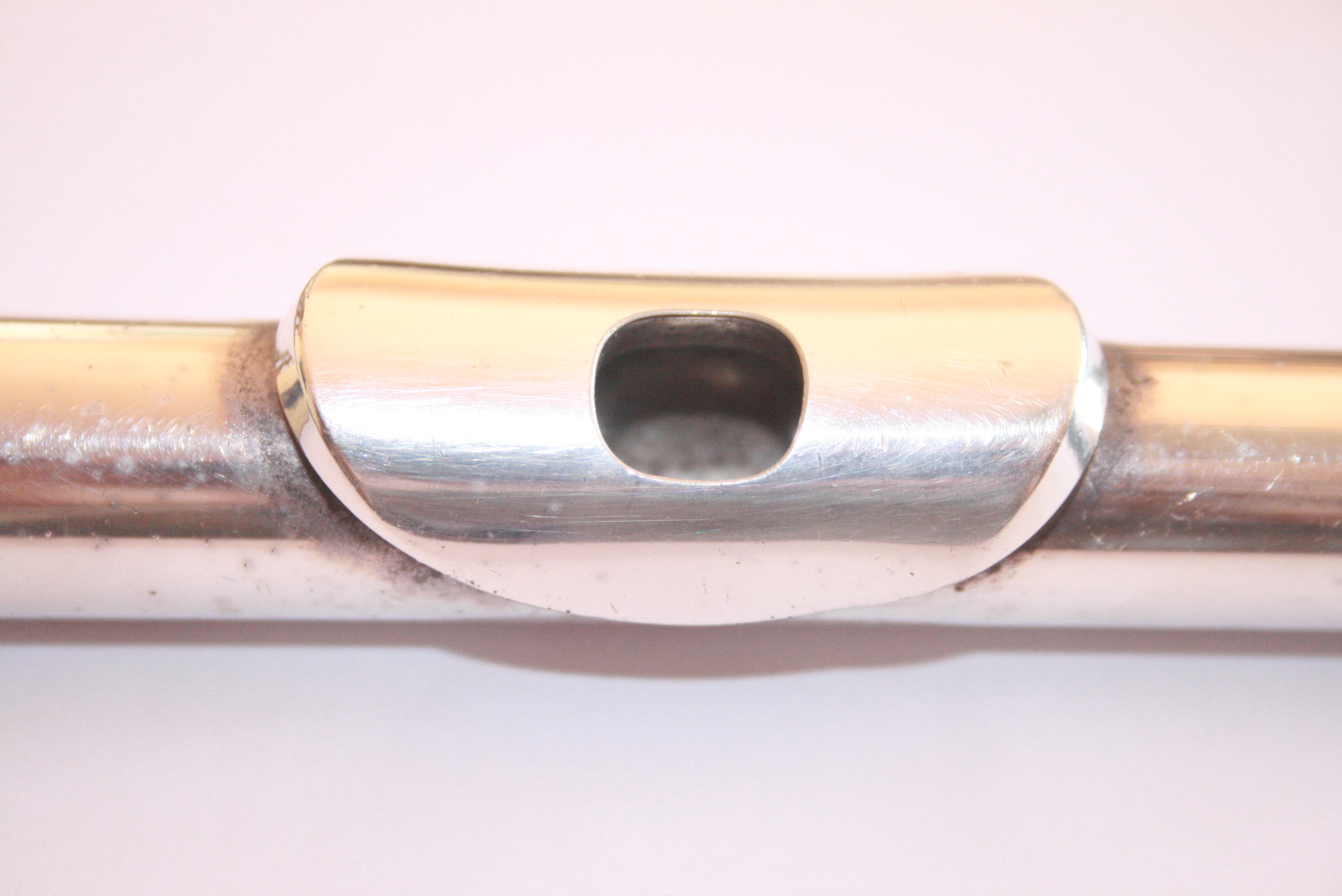
Détail du biseau en anneau de l'embouchure d'une flûte traversière.